# Gejagan (Loceret)
Gejagan is een bestuurslaag in het regentschap Nganjuk van de provincie Oost-Java, Indonesië. Gejagan telt 2960 inwoners (volkstelling 2010).